# Peter Milligan
Peter Milligan es un guionista inglés, uno de los más reconocidos del panorama historietístico estadounidense de principios de siglo XXI. Ha sabido conjugar su faceta más personal y experimental, que ha dado obras como The Eaters o The Extremist, con su labor en el campo comercial de los superhéroes, donde en los últimos años ha introducido conceptos absolutamente revolucionarios para el género en series como X-Statix. 

## Biografía
Peter Milligan fue uno de los guionistas británicos que en los 80 comenzaron a trabajar para el mainstream estadounidense, cuyas figuras más destacadas tal vez sean Alan Moore y Neil Gaiman, que aportando una frescura y un atrevimiento de los que el mercado yanqui, anclado en un comercial establishment, carecía. Su serie Shade, Changing man fue una de las primeras en aparecer bajo el sello Vertigo, la línea editorial que lanzó DC Comics cuando percibió que el mercado estaba demandando abrirse a otro tipo de cómics, con un tratamiento más en profundidad de los temas y un enfoque más adulto del que los omnipresentes superhéroes las más de las veces ofrecían. 
Aunque después de una primera etapa como guionistas principalmente para Vertigo abandonaría temporalmente los cómics para guionizar dos películas, Inferno y An Angel for May, volvió a la historieta, esta vez curiosamente para series de superhéroes de las más tradicionales, como pudiesen ser los mutantes de Marvel Comics; pero su trabajo con la serie de X-Force suposo una revolución no solo para la serie sino para el propio género superheroico, con un enfoque hiperrealista y socialmente crítico como pocas veces se había visto en un cómic de superhéroes.

## Trabajos

### Marvel Comics
- Cíclope & Fénix (The Further Adventures of Cyclops and Phoenix) (miniserie de 4 números) (dibujado por John Paul Leon y Klaus Janson (1996).
- Arcángel (Archangel: Phantom Wings) (1996)
- Elektra (19 números) (1996-1998)
- Spider-Man (Spider-Man's Tangled Web #5-6: "Flores para el Rino"), con Duncan Fegredo(2001)
- X-Force / X-Statix (14 números de X-Force (# 116-129) & 26 números de X-Statix (2001-2004).
- Marvel Knights Wolverine / The Punisher (Marvel Knights-Wolverine/Punisher) (miniserie de 5 números)(2004).
- Toxin (2005)
- X-Men (#166-187 USA) (2005-2006)
- I ♥ Marvel #1: My Mutant Heart: "How Love Works" (con Marcos Martin (2006)
- X-Statix presenta: Chica Muerta (X-Statix Presents: Dead Girl). Miniserie de 5 números (2006)
- El Caballero Luna (Moon Knight: "Moon Knight: Silent Knight") (dibujado por Laurence Campbell; one-shot; (noviembre de 2008)
- Namor: En Las Profundidades (Sub-Mariner: The Depths) (con Esad Ribic, (serie limitada de 5 números)(noviembre de 2008 - mayo de 2009).

### Dc Comics
- Animal Man, Born to be Wild, 1988-1995, DC.
- Skreemer. 1989, DC.
- Shade, Changing man. 1990-1996, DC.
- Enigma. 1993, DC.
- The Extremist. 1993, DC.
- The Eaters. 1995, DC
- Girl. 1996, DC.
- Minx. 1998, DC.
- Batman: Dark Knight, Dark City. 1998, DC.
- Human Target. 1999, DC.
- Human Target: Final cut. 2001, DC.
- Human Target. 2003, DC.
- Pop London. 2003-2004, DC.
- JLA: Kid Amazo. 2004, DC.
- Bronx Kill. 2009, DC.
- Justice League Dark . 2011, DC.
- Red Lanterns. 2011, DC.